# طاووسک آمریکایی
طاووسک آمریکایی یا چنگر نوک‌سرخ ارغوانی (نام علمی: Porphyrio martinicus)،یک گونه طاووسک از سرده Porphyrio است. این گونه در راسته کلنگ‌سانان است که شامل درناها، یلوه‌ها و چنگرها نیز می‌شود. طاووسک آمریکایی یک گونه یلوه است که آن را در خانواده یلوگان قرار می‌دهند. گاهی به‌طور محلی به نام چنگر نوک‌سرخ پازرد نیز شناخته می‌شود. نام ویژهٔ مارتینیکا یادآور «مارتینیک» است.